# Gyászlepke
A gyászlepke (Nymphalis antiopa) a rovarok (Insecta) osztályának lepkék (Lepidoptera) rendjébe, ezen belül a tarkalepkefélék (Nymphalidae) családjába tartozó faj. Egyéb neve: antiópalepke.

## Előfordulása
Elterjedési területe magába foglalja csaknem egész Európát, továbbá Ázsia és Észak-Amerika mérsékelt övi részeit – Európában egészen az Északi-fokig megtalálható, Spanyolország legdélibb területeiről, Görögországból és a Földközi-tenger szigeteiről hiányzik. Kedvező években egyes kóbor példányai Angliába, Észak-Németországba és Norvégiába is eljutnak. Szaporodnak is ott, de a nedves, hideg időjárást tartósan nem bírják.
Széles elterjedési területén eltérő alfajai és alakjai nem alakultak ki.
Magyarországon régebben mindenütt megtalálható volt, állományai azonban a második világháború után eddig tisztázatlan okokból erősen megcsappantak. Egyedszáma többnyire tartósan alacsony, de figyelemre méltóan állandó. Így a gyászlepke egyes példányait sok helyütt megfigyelhetjük.

## Megjelenése
3,5 centiméteres szárnyfesztávolságú. A nőstény valamivel nagyobb, mint a hím.
Egyetlen más fajjal sem téveszthető össze. Felül bársonyos barnásfekete, némi vörös árnyalattal, széles világossárga vagy fehéres szegéllyel, a szegély mögött liláskék foltsorral. Fonákja hasonlít a színéhez, csak sötétebb és hiányzik róla a szegély kék foltsora. A szárnyak külső szegélye jellegzetesen cakkos. A sárga és fehér szegélyű példányok nem önálló alakok, csak arról van szó, hogy a nyári sárga szín áttelelés közben kifakul.
A fekete hernyók hátát egy sor rozsdavörös folt tarkítja. Testük valamennyi ízét erős tüskék védelmezik kétoldalt.

## Életmódja
Napos erdőkben, erdei tisztásokon, erdőszéleken, ligetekben, bokros vidékeken, meleg völgyekben él, de kertekben és parkokban is megtalálható; nagyon jól repül. Nyír-, nyár-, fűz- és szilfákon él. A kisebb vagy közepesen magas fákat kedveli, és ezek kicsurgó nedvét szívogatja. Kedveli a rothadó gyümölcsöket is; virágra nagyon ritkán száll.
Egyetlen nemzedéke júniustól augusztus végéig repül, majd lepke alakban telel át. Az áttelelt egyedek még májusban is láthatók. A hernyók júniustól júliusig fejlődnek közös szövedékben.
|  |  |